# Nachal Neder
Nachal Neder (hebrejsky: נחל נדר, arabsky: Vádí al-Kusab) je vádí v severním Izraeli, v pohoří Karmel.
Začíná v nadmořské výšce přes 300 metrů nad mořem, na západních svazích hory Har Tlali, poblíž areálu Haifské univerzity, na jižním okraji města Haifa, respektive jeho čtvrti Hod ha-Karmel, kde se nachází pramen Ejn Neder (עין נדר). Odtud vádí směřuje k jihozápadu zalesněnou krajinou, přičemž se prudce zařezává do terénu a vytváří mohutný kaňon, který potom zprava ústí do vádí Nachal Galim, jež jeho vody odvádí do Středozemního moře.
Pro četné sladkovodní prameny je vádí někdy nazýváno též Nachal Šlošat Ma'ajanot (נחל שלושת המעיינות, Vádí tří pramenů). Ne všechny jsou ale vydatné a celoroční. Každopádně odtud byla již pravděpodobně v dobách starověkého Říma čerpána voda, později bylo odtud vodou zásobováno arabské město at-Tíra, které do roku 1948 stálo na místě nynějšího města Tirat Karmel. Zachovaly se tu rozsáhlé původní lesní porosty, které ani v dobách osmanské vlády nepodlehly deforestaci. Počátkem 21. století se v souvislosti s tlakem na rozšiřování zástavby Haify objevily plány na stavební využití části pozemků v okolí vádí, proti čemuž se zformovalo petiční hnutí.
Okolí vádí je turisticky využíváno. V prosinci 2010 byla oblast při horním toku Nachal Neder postižena lesním požárem, který zničil velkou část zdejších lesů.